# Sphinctogonia avia
Sphinctogonia avia är en insektsart som beskrevs av Young 1986. Sphinctogonia avia ingår i släktet Sphinctogonia och familjen dvärgstritar. Inga underarter finns listade i Catalogue of Life.